# Jim Dale
Pour les articles homonymes, voir Dale.
Jim Dale, de son vrai nom James Smith, né le 15 août 1935 à Rothwell, en Angleterre, au (Royaume-Uni), est un acteur, narrateur, auteur-compositeur-interprète, réalisateur et compositeur britannique.
Au Royaume-Uni, il est connu comme un chanteur pop des années 1950 qui est devenu un acteur de premier plan au Royal National Theatre. Dans le monde du cinéma britannique, il est devenu l'un des permanent de la série Carry On. Avec Barbara Windsor, il est l'un des derniers permanents de la série. Aux États-Unis, il est le plus reconnu comme un acteur de premier plan à Broadway, où il a tenu des rôles dans Scapino!, Barnum, Candide et Me and My Girl, ainsi que pour avoir raconté les sept livres audio de Harry Potter sur le marché américain (pour lesquels il a reçu deux Grammy Awards sur six nominations) et la série ABC Pushing Daisies (2007–2009). Il a été nommé pour un BAFTA Award pour avoir interprété un jeune Spike Milligan dans Adolf Hitler: My Part in His Downfall (1973).
En tant que parolier, Dale a été nommé pour un Oscar et un Golden Globe Award pour la chanson Georgy Girl, le thème du film de 1966 du même nom.

## Biographie
Dale est né James Smith, de William Henry et Miriam Jean (née Wells) Smith à Rothwell, Northamptonshire. Il a été éduqué au lycée de Kettering. Il s'est entraîné comme danseur pendant six ans avant ses débuts en tant que comique de scène en 1951. Il a fait deux ans de service national dans la Royal Air Force,.

### Musique
En tant qu'auteur-compositeur, Dale est surtout connu comme parolier du thème du film Georgy Girl, pour lequel il a été nommé pour l'Oscar de la meilleure chanson originale et le Golden Globe de la meilleure chanson originale en 1966. Il a également écrit les paroles de la chanson titre des films The Winter's Tale, Shalako, L'Ange et le Démon et Joseph Andrews.
À l'âge de 22 ans, il est devenu le premier chanteur pop à travailler avec George Martin, qui a produit tous ses disques à succès. Plusieurs de ses chansons sont entrées dans les chartes anglais, notamment Be My Girl (1957), Just Born (To Be Your Baby) (1958), Crazy Dream (1958) et Sugartime (1958).
En 1957, Dale a été l'un des présentateurs sur BBC Television de Six-Five Special. Il a également écrit et enregistré la chanson Dick-a-Dum-Dum (King's Road), qui est devenue un succès pour Des O'Connor en 1969.

### Cinéma
Le premier film de Dale est Six Five Special (1958), un spin-off de la série télévisée BBC du même nom. Ce film est également sorti sous le nom de Calling All Cats. Il a alors eu un petit rôle de trombone qui déjoue le chef d'orchestre Kenneth Williams dans la comédie Raising the Wind (1961). Cependant, il est surtout connu en Grande-Bretagne pour ses apparitions dans onze films de Carry On, une longue série de farces comiques, tenant généralement le rôle principal romantique malheureux. Sa carrière dans Carry On a commencé dans de petits rôles ; d'abord en tant que futur père dans Carry On Cabby (1963), suivi de Carry On Jack (1963). À partir de Carry On Spying (1964), ses rôles étaient plus substantiels. Après Carry On Cleo (1964), son premier rôle principal est Carry On Cowboy (1965), qui se déroule dans le far west. Puis vint Carry On Screaming! (1966), Don't Lose Your Head (1966), Follow That Camel (1967), Carry On Doctor (1967), Carry On Again Doctor (1969) et la renaissance en 1992 avec Carry On Columbus.
Dale a joué Harold, le policier dans le film comique de 1965 The Big Job avec deux de ses partenaires réguliers de Carry On: Sidney James et Joan Sims. Il tient le rôle du Dr Terminus dans le film de Walt Disney Peter et Elliott le dragon (1977) puis Tête brûlée et pied tendre (1978).

### Scène
À l'âge de 18 ans, Dale est devenu l'un des plus jeunes comédiens professionnels de Grande-Bretagne, parcourant tous les music-halls de variétés.
En 1970, Sir Laurence Olivier invite Dale à rejoindre le Royal National Theatre à Londres, alors basé à Old Vic. Au Théâtre Young Vic, il a créé le rôle-titre dans Scapino! (vers 1970), qu'il a co-adapté avec Frank Dunlop et a joué Petruchio dans La Mégère apprivoisée.
Ses autres crédits britanniques incluent The Card (1973) et The Wayward Way à Londres. Il est apparu dans The Winter's Tale dans le rôle d'Autolycus et Le Songe d'une nuit d'été dans celui de Bottom aux festivals d'Édimbourg en 1966 et 1967 pour le Pop Theatre de Frank Dunlop. Il reprend le rôle de Fagin dans la comédie musicale Oliver! au London Palladium en septembre 1995.
Pour ses performances à Broadway, Dale a été nommé pour cinq Tony Awards, en remportant un pour Barnum (1980) pour lequel le New York Times l'a décrit comme The Toast of Broadway, remportant également le deuxième des cinq Drama Desk Awards, et le deuxième des cinq prix Outer Critics. D'autres travaux incluent Scapino! (1974) (Drama Desk Award, Outer Critics Award, Tony Award Nomination), Joe Egg (1985) (Outer Critics Award, Tony Award Nomination), Me and My Girl (1986) Candide (1997) (Nomination aux Tony Awards), The Threepenny Opera (2006) pour la Roundabout Theatre Company. Dale a joué Mister Peacham et a remporté un Drama Desk Award, un Outer Critics 'Award, le Richard Seff Award et une nomination aux Tony Awards.
Les crédits Off-Broadway incluent Travels with My Aunt (1995) (Drama Desk Award, Lucille Lortel Award, Outer Critics Award), Privates On Parade (1989), Comedians (2003) (Drama Desk Award nomination et une nomination au prix Lucille Lortel) et Address Unknown (2004).
L'autre travail sur scène de Dale comprend The Taming of the Shrew au Young Vic, Londres (1970) et la Brooklyn Academy of Music, New York (1974); La tournée américaine de The Music Man (1984) et The Invisible Man à la Cleveland Play House (1998). Il a tenu le rôle d'Ebenezer Scrooge dans A Christmas Carol: The Musical au théâtre du Madison Square Garden, New York, du 28 novembre au 27 décembre 2003.
En novembre 2006, Dale a tenu le rôle de Charlie Baxter dans une version concert d'un soir de la comédie musicale des frères Sherman, Busker Alley, aux côtés de Glenn Close. Il a écrit et est apparu dans son one-man show, Just Jim Dale. Il a ouvert ses portes le 15 mai 2014 à la Roundabout Theatre Company Laura Pels Theatre, récompensant Dale son cinquième Outer Critics Circle Award et son cinquième Drama Desk Award.

### Télévision
Dale a ouvert chaque épisode de la série Pushing Daisies (2009) en tant que narrateur invisible,.

### Travail vocal
Aux États-Unis, Jim Dale est connu comme la «voix» de Harry Potter. Il a enregistré les sept livres de la série Harry Potter en tant que livres audio, et en tant que narrateur, il a remporté deux Grammy Awards (en 2001 et 2008) et a reçu sept nominations aux Grammy et un record de dix Audie Awards dont « Livre audio de l'année 2004 » pour Harry Potter et l'Ordre du Phénix, « Meilleur narrateur pour enfants 2001/2005/2007/2008 », « Meilleur livre audio pour enfants 2005 », deux prix Benjamin Franklin de l'Independent Book Publishers Association (l'un d'entre eux était en 2001 pour Harry Potter et le Prisonnier d'Azkaban)et 23 prix pour écouteurs AudioFile.
Il raconte les jeux vidéo Harry Potter et de nombreux extras interactifs sur les sorties DVD de Harry Potter. Il détient également un actuel et deux anciens records du monde Guinness. Il détient un record actuel pour occuper les six premières places dans les dix meilleurs livres audio d'Amérique et du Canada 2005. Auparavant, il détenait des records pour la création du plus grand nombre de voix de personnages pour un livre audio (134 pour Harry Potter et l'Ordre du Phénix en 2003, suivi de 146 voix pour Harry Potter et les reliques de la mort en 2007), bien que le record ait été plus tard attribué à Roy Dotrice pour son enregistrement 2004 de A Game of Thrones. 
En 2018, Dale a raconté SPIN: The Rumpelstiltskin Musical d'Edelman et Fishman , considéré comme le premier livre audio musical du genre. SPIN a été publié par Harper Audio le 9 janvier 2018.
En 2019, Dale a raconté Puss In Boots a Musical, d'Edelman et Fishman, adapté pour le livre audio d'Edelman, Fishman et Khristine Hvam, publié par Harper Audio le 27 août 2019.

## Distinction
En 2003, il a reçu l'Ordre de l'Empire britannique, dans le cadre de la Queen's Birthday Honours List, pour son travail de promotion de la littérature anglaise pour enfants.

## Filmographie

### Télévision
- 1957 : Six-Five Special
- 1957 : The Dinah Shore Show (en)
- 1965-1966 : Thank Your Lucky Stars
- 1969 : Join Jim Dale : hôte[27]
- 1973 : Tonight at the London Palladium : hôte[28]
- 1981 : Cinderella : hôte)[29]
- 1985 : Equalizer
- 1986 : Adventures of Huckleberry Finn[30]
- 1986 : The Ellen Burstyn Show
- 1993 : The American Clock d'Arthur Miller
- 1998 : The Bill Cosby Show

### Cinéma
- 1958 : Six Five Special : présentateur
- 1961 : Raising the Wind : Violoniste
- 1962 : The Iron Maiden : Bill
- 1963 : Nurse on Wheels : Tim Taylor
- 1963 : Carry On Cabby : Expectant Father
- 1963 : Carry On Jack : Carrier
- 1964 : Carry On Spying : Carstairs
- 1964 : Arrête ton char Cléo : Horsa
- 1965 : The Big Job : Harold
- 1965 : Carry On Cowboy : Marshall P. Knutt
- 1966 : Carry On Screaming! : Albert Potter
- 1967 : Don't Lose Your Head de Gerald Thomas : Lord Darcy de Pue
- 1967 : Follow That Camel : Bertram Oliphant (BO) West
- 1967 : Carry On Doctor : Dr Jim Kilmore
- 1967 : The Plank : Painter
- 1969 : Lock Up Your Daughters : Lusty
- 1969 : Carry On Again Doctor : Dr Jimmy Nookey
- 1973 : Digby, le plus grand chien du monde : Jeff Eldon
- 1973 : The National Health : s Barnet/ Dr Boyd
- 1973 : Adolf Hitler: My Part in His Downfall : Terence « Spike » Milligan
- 1977 : Peter et Elliott le dragon : Dr Terminus
- 1977 : Joseph Andrews : Pedlar
- 1978 : Tête brûlée et pied tendre : Jasper Bloodshy/Wild Billy Bloodshy/Eli Bloodshy
- 1979 : Un cosmonaute chez le roi Arthur : Sir Mordred
- 1984 : Scandalous : Inspecteur Anthony Crisp
- 1992 : Carry On Columbus : Christophe Colomb
- 1997 : Notre-Dame de Paris (téléfilm) : Cloplin